# Etica dei media
L'etica dei mass media è una disciplina che spazia dai problemi etici nella carta stampata fino ad arrivare a quei problemi emergenti nella società dell'informazione intesa nella sua totalità (libri, radio, televisione, web). Si verrà quindi a creare un problema di etica della televisione, un problema di etica del web, un problema di etica dei libri ed un problema di etica della radio (accorpata oggigiorno alla televisione intesa come sistema radiotelevisivo).

## Etica della televisione
L'etica della televisione è quella con la quale ognuno ha a che fare più frequentemente, essendo la televisione considerata il più potente strumento di informazione in quanto alla portata di tutti. Il suo coinvolgere un pubblico talmente vasto da comprendere bambini e anziani, rende necessario imporre un modello comportamentale corretto affinché siano tutelate le fasce più deboli ed influenzabili così come le eventuali minoranze sociali. È infatti irrealistico pensare che i media in generale e la televisione in modo particolare, possano essere totalmente impermeabili all'influenza dello Stato e dei poteri economici. Per questo, in altre parole, vi è la necessità di predisporre un ambiente normativo che riconosca il ruolo dei mezzi di comunicazione nel determinare l'agenda pubblica e che ne minimizzi le possibili distorsioni generate dai media. Detto assetto normativo si concretizza con i seguenti regolamenti, codici e norme:
- Codice di autoregolamentazione in materia di televendite, spot di televendita di beni e servizi,
- Carta dell'informazione e della programmazione a garanzia degli utenti e degli operatori del Servizio pubblico radiotelevisivo,
- Codice di autoregolamentazione tv e minori,
- Codice di autoregolamentazione in materia di attuazione del principio del pluralismo,
- Regolamento in materia di pubblicità radiotelevisiva e televendite,
- Convenzione europea sulla televisione transfrontaliera,
- Norme di principio in materia di assetto del sistema radiotelevisivo e della RAI,
- Regolamento in materia di pubblicazione e diffusione dei sondaggi.

## Etica del web
La trasformazione di una zona di condivisione e di libero scambio dei dati contenuti in alcuni computer nel più grande spazio pubblico mai esistito, rende indifferibile la questione delle regole applicabili a Internet e il tema dei diritti che ne vengono coinvolti. Appare indispensabile adottare un vero e proprio sistema di governance.
Esistono però delle condotte che vengono riconosciute come corrette nell'ambito del web e sono riunite sotto il termine di Netiquette: una serie di regole che "dovrebbero" essere rispettate durante un'interazione con utenti di internet (blog, forum, community, semplici commenti). L'insieme di tutte le regole permettono una buona condotta degli utenti nel rispetto degli uni verso gli altri. Si tratta però di regole non riconosciute dalla legge, e quindi un utente non è soggetto a sanzioni (penali o civili) se il rispetto di esse viene a mancare. 
Due sono i documenti su cui si basano questi principi:
- RFC 1855: memorandum pubblicato nel 1995, indica le linee guida per la netiquette che le organizzazioni possono prendere e adattare a loro discrezione. È scritto in formato punto elenco per rendere le voci più accessibili e renderne più facile la modifica. Contiene anche le linee guida per gli utenti e gli amministratori. È prodotto da Responsible Use of Network (RUN), gruppo di lavoro della IETF.
- RFC 2635: memorandum pubblicato nel 1999,  spiega perché la massa di messaggi indesiderati di posta elettronica sono nocivi nella comunità Internetworking. Esso fornisce un insieme di linee guida per trattare con la posta indesiderata per gli utenti, per il sistema amministratori, amministratori notizie, e mailing list manager. Esso comunica anche suggerimenti che i fornitori di servizi Internet potrebbero seguire.

Recentemente però la Cassazione ha detto che il non rispetto di regole basi sul web e quindi l'eccessiva cattiva condotta, quali ad esempio gli insulti verso altri utenti pur non nominandoli, è punibile come "reato di diffamazione" in quanto, codesto reato, non richiede il dolo specifico ma la "consapevolezza di pronunciare una frase lesiva dell'altrui reputazione e la volontà che la frase venga a conoscenza anche soltanto di due persone".
La questione della regolazione di Internet solleva interrogativi di ordine etico a partire dalla stessa genesi del mezzo. L'idea di fondo è direttamente associata ad uno spazio di libertà, la cui regolamentazione finirebbe per snaturare l'essenza stessa di questo medium. Tuttavia, va evidenziato che questa idea di libertà assoluta, ancora oggi largamente diffusa e strenuamente difesa da molti internauti, non corrisponde più alla realtà. Ci sono infatti due ostacoli insormontabili:
- l'assenza di un sistema di regole a livello nazionale ed internazionale spinge i singoli Stati a servirsi di strumenti di censura rispetto a questo mezzo di comunicazione,
- la presenza di standard di fatto predeterminati dai motori di ricerca e dai provider di servizi.

A proposito degli standard imposti dai provider di servizi basta pensare che chiunque può aprire un sito, gestire un blog, eccetera, ma per entrare nello spazio di condivisione deve rendersi conoscibile agli altri utenti tramite l'inserimento nei motori di ricerca.
Ne discende che, di fatto, un sistema di governance di Internet, inteso come meccanismo di regole scritte e non scritte che ne permettono il funzionamento, esiste già. Quel che manca semmai è una governance etica di Internet ossia un sistema di regole condivise, non legato a modelli culturali ed ideologici, ma costituito da alcune essenziali norme-chiave che consentano un equilibrato funzionamento del settore nel rispetto delle libertà e dei diritti di tutti i soggetti coinvolti. Le particolarità del mezzo, tendenzialmente aperto agli interventi attivi degli utenti e ispirato alla spontaneità, rendono indispensabile l'introduzione di un metodo democratico per la creazione di un sistema di norme condivise. 
Per quanto riguarda l'assenza di un sistema di regole a livello nazionale ed internazionale, due estremi hanno caratterizzato sino ad oggi la posizione dei vari legislatori statali: da un lato l'atteggiamento interventista di alcuni Stati (Cina) e dall'altro quello di sostanziale adeguamento alle leggi di Internet. In ogni caso una legge che ponga restrizioni all'esercizio dei diritti fondamentali interessati dall'uso di Internet (la libertà di espressione e la privacy) seppure finalizzata a contrastare alcuni comportamenti criminali, dovrà necessariamente rispettare i limiti di necessità, proporzionalità e conformità ai principi democratici.
In definitiva la rapida trasformazione di Internet da strumento tecnologico per lo scambio di dati presenti su computer connessi alla rete a mass media in grado di esercitare una forte influenza sulla vita politica e sociale degli Stati mette a nudo le insufficienze dell'attuale sistema di governance, che contempla meccanismi di condivisione delle regole orientati agli aspetti tecnici del mezzo. A causa di ciò, la disciplina delle attività svolte su Internet è condizionata, da un lato, dalle logiche economiche degli operatori privati e, dall'altro, dagli interventi con finalità di controllo operati dagli Stati. È molto importante agire rapidamente per la creazione di un sistema di regole condivise prima che si cristallizzino le tendenze concentrative, che si diffondano le malpractices (cattive abitudini) e, soprattutto, che si consolidino assetti economici talmente forti da riuscire a contrapporre all'intervento degli Stati e delle organizzazioni internazionali i diritti di natura economica. Per ottenere questo risultato è necessario passare dalla concezione della libertà come assenza di regole ad una prospettiva incentrata sul riconoscimento dei principi democratici comuni che devono garantire la complessiva tenuta del sistema di Internet e guidare il funzionamento della rete.

## Autori interessati all'etica della comunicazione
Molti sono gli autori che si sono occupati di sviscerare la tematica dell'etica della comunicazione facendo leva sulle proprie conoscenze in ambito sociologico, politico, filosofico e storico. Tra questi bisogna senza dubbio ricordarne tre: Karl Popper, Karl-Otto Apel e Jürgen Habermas. Dagli anni '80 in poi la questione dell'etica nella comunicazione, e quindi nei media, è stata affrontata a fasi alterne da alcuni pubblicitari appartenenti alle varie associazioni di categoria, che affrontarono la questione sotto vari punti vista, tutti incentrati sull'identificare il grado di responsabilità del pubblicitario come figura professionale e quindi consapevole delle possibili ricadute negative del suo operato di produttore di contenuti.